# Odo Casel
Odo Casel OSB (* 27. September 1886 in Koblenz als Johannes Casel; † 28. März 1948 in Herstelle) war Liturgiewissenschaftler und Mitbegründer der Mysterientheologie. Er gilt als Bahnbrecher und Führer der katholischen Liturgischen Bewegung, ab 1921 gab er das Jahrbuch [heute: Archiv] für Liturgiewissenschaft heraus. Zahlreiche seiner Gedanken zur Theologie und Liturgie wurden von Papst Pius XII. in seiner Enzyklika Mediator Dei 1947 als offizielle Lehre der katholischen Kirche herausgegeben.

## Leben
Johannes Casel trat 1905 in die Benediktinerabtei Maria Laach ein, wo er den Ordensnamen Odo annahm. Er studierte 1908 bis 1912 im internationalen Benediktinerkolleg Sant’Anselmo in Rom Katholische Theologie und 1913 bis 1918 in Bonn Klassische Philologie, wo er auch 1918 promoviert wurde. Ab 1922 war er Spiritual der Benediktinerinnenabtei in Herstelle bei Höxter und prägte Aufbau und Entfaltung dieser Abtei entscheidend mit. In den letzten beiden Jahren vor seinem Tod 1948 begleite er als Spiritual auch die Nonne Corona Bamberg.

## Denken
Casels Hauptverdienst ist die Wiederentdeckung der Einheit von Glaubensgeheimnis und Kulthandlung. Da jenes weniger statische Satzwahrheit als vielmehr Durchgang ist, nämlich Durchgang Christi vom Tod zum Leben, aus der gottentfremdeten Welt heim zum Vater, ist dieser, der Gottesdienst, insbesondere die Eucharistie, aktuelles Hineingenommenwerden und Sich-Hineinbegeben der Kirche und der einzelnen Gläubigen in den Osterdurchgang des Herrn. Das einmalige, vergangene Heilsgeschehen (Mysterium des Kreuzes, Pascha-Mysterium) wird wirksame Gegenwart durch den Heiligen Geist (Mysterium der Kirche). Joseph Ratzinger bezeichnete die Mysterientheologie Odo Casels als „die vielleicht fruchtbarste theologische Idee unseres Jahrhunderts“.

## Werke
- Das Gedächtnis des Herrn in der altchristlichen Liturgie: Die Grundgedanken des Messkanons. 1918
- De philosophorum graecorum silentio mystico. 1919 (= Dissertation Bonn 1918)
- Die Liturgie als Mysterienfeier. 1923
- Das christliche Kult-Mysterium. 1932
- Art und Sinn der ältesten christlichen Osterfeier. In: Jahrbuch für Liturgiewissenschaft 1934
- Das christliche Festmysterium. 1941
- Glaube, Gnosis, Mysterium. 1941
- Mysterium des Kommenden. 1952
- Vom wahren Menschenbild: Vorträge. 1953
- Mysterium des Kreuzes. o. J. (1954)
- Mysterium der Ekklesia: Von der Gemeinschaft aller Erlösten in Christus Jesus. Aus Schriften und Vorträgen. 1961
- Vom Spiegel als Symbol. Aus nachgelassenen Schriften. 1961
- Odo Casel veröffentlichte mehrere Artikel in den von Johannes Pinsk in Berlin herausgegebenen Zeitschriften Liturgische Zeitschrift (1928–1933) und Liturgisches Leben (1934–1939).